# Innes (krater księżycowy)
Innes – niewielki krater uderzeniowy na Księżycu, położony w odległości mniejszej niż średnica krateru na wschód od większego krateru Seyfert. Na południowy wschód od Innes znajduje się Maggers, a kierunku zachodnio-południowo-zachodnim leży Polzunov.
Cechy krateru co dobrze zachowane, nie został on zniszczony poprzez erozję uderzeniową. Kształt zbliżony do koła, z lekkim wybrzuszeniem na zewnątrz wzdłuż zachodniej krawędzi. Ściany są nieco pochyłe, widoczne jest małe terasowanie. Dno krateru bez wyraźnych cech charakterystycznych, posiadające tylko niewielkie kraterki.

## Satelickie kratery
Zgodnie z konwencją poniższe obiekty są identyfikowane na mapie Księżyca, umieszczając literę na boku krateru, którego środek jest najbliżej Innes.
| Innes | Szerokość | Długość  | Średnica |
| ----- | --------- | -------- | -------- |
| G     | 26,7° N   | 122,3° E | 22 km    |
| S     | 27,6° N   | 117,3° E | 33 km    |
| Z     | 29,8° N   | 119,2° E | 33 km    |